# Серж Йофу
Серж Ален Йофу е бивш футболист, нападател. Роден е на 24 декември 1971 г. в Абиджан, Кот д'Ивоар.

## Кариера

### Ранни години
Йофу започва своята кариера в родината си, а на 16 години отива във Франция, където подписва договор с ФК Дижон. През 1993 г. преминава във ФК Париж и играе два сезона за този клуб, преди да подпише с швейцарския ФК Баден.

### Кариера в България
През 1997 г. Йофу е привлечен в Добруджа (Добрич). За два сезона той изиграва 43 мача за Добруджа в А група и вкарва 15 гола, а през лятото на 1999 г. преминава в Левски (София). Със „сините“ Йофу играе в Купата на УЕФА и отбелязва гол при загубата с 1:3 от Ювентус в София. Става шампион на България през 2000 г., като по време на кампанията в А група се разписва 13 пъти в 25 срещи. Същата година е повикан в националния отбор и вкарва хеттрик на Нигер.

### Кариера в Швейцария
След края на сезона Йофу скандално избягва от България, макар да има договор с Левски за още 2 години. Една от версиите по случая е, че Серж е бил заплашван от мутри. Преминава под друго име в отбор от ниските дивизии на Швейцария, но само тренира там, защото от ФИФА му спират състезателните права. Впоследствие играе за Делемонт, Тун, КС Шеноа и Стад Абиджан, където приключва кариерата си на 36 години през 2007 г.